# Pycnomerus inexpectus
Pycnomerus inexpectus är en skalbaggsart som beskrevs av Jacquelin du Val 1859. Pycnomerus inexpectus ingår i släktet Pycnomerus, och familjen barkbaggar. Arten har ej påträffats i Sverige.